# Democratici Cristiani Uniti
I Democratici Cristiani Uniti (DCU), anche noti come Cristiani Uniti, sono stati un movimento politico centrista, improntato ai valori del cristianesimo democratico, nato nel 2005 per iniziativa di Giovanni Mongiello, ex esponente del CDU di Rocco Buttiglione (del quale riprende in qualche modo la sigla) e poi dell'UDC (di cui è stato segretario regionale in Puglia e deputato nel 2001), poi passato alla Democrazia Cristiana di Angelo Sandri (della quale è stato presidente per pochi mesi tra il 2004 e il 2005), per approdare quindi all'UDEUR e infine al Gruppo misto.
Alle elezioni politiche del 2006 il piccolo partito si schierò a sostegno della coalizione di centrosinistra, denominata L'Unione, ed in seguito il suo fondatore è stato nominato sottosegretario nel Governo Prodi II.

## Storia
Il DCU nasce negli ambienti regionali pugliesi, da una rottura di Giovanni Mongiello e di un gruppo di dirigenti con l'UDC, i quali decidono di ricostituire il CDU. L'operazione si rivela impossibile per motivi giuridici (essendo il nome e il simbolo del CDU di proprietà dell'ultimo segretario Buttiglione). Il movimento ripiega allora su una nuova sigla: DCU, Democratici Cristiani Uniti.
Il partito si presenta per la prima volta alle elezioni regionali del 2005 in coalizione col centrosinistra in Puglia (dopo il veto dell'UDC ad avere il DCU nel suo stesso schieramento) e in coalizione col centrodestra in Calabria.
Dal 2006 il movimento sigla un accordo politico con l'Unione, presentando proprie liste solo al Senato in Puglia e Basilicata, raccogliendo rispettivamente lo 0,3% e lo 0,2% dei consensi (5.400 voti complessivamente) e nessun senatore eletto. Dove non presente il partito indica la preferenza per l'Ulivo.
Il suo simbolo "tradizionale" (uno scudo crociato diviso in due parti) viene ricusato dal Ministero dell'Interno e dunque sostituito con un altro che ha un globo diviso in due parti e la scritta "Cristiani Uniti".
Con la formazione del nuovo governo guidato da Romano Prodi, il leader-fondatore del movimento, Mongiello, viene nominato sottosegretario al Ministero delle politiche agricole alimentari e forestali.
Il 29 febbraio 2008 presso il Ministero degli Interni viene depositato un nuovo simbolo con scritto "Cristiani Uniti" e candidato premier il leader del partito Giovanni Mongiello.